# Delta Pineiou
Delta Pineiou este o arie protejată (arie de protecție specială avifaunistică — SPA) din Grecia întinsă pe o suprafață de 3.331,22 ha, integral pe uscat.

## Localizare
Centrul sitului Delta Pineiou este situat la coordonatele 39°54′11″N 22°41′26″E / 39.90294°N 22.690466°E.

## Înființare
Situl Delta Pineiou a fost declarat arie de protecție specială avifaunistică în martie 2010 pentru a proteja 61 de specii de animale.

## Biodiversitate
Situată în ecoregiunile marină mediteraneană și mediteraneană, aria protejată nu include niciun habitat protejat.
La baza desemnării sitului se află mai multe specii protejate de  păsări (61): uliu cu picioare scurte (Accipiter brevipes), fluierar de munte (Actitis hypoleucos), ciocârlie-de-câmp (Alauda arvensis), pescăruș albastru (Alcedo atthis), rață pitică (Anas crecca), rață mare (Anas platyrhynchos), fâsă-de-câmp (Anthus campestris), lăstunul mare (Apus apus), stârc cenușiu (Ardea cinerea), buha (Bubo bubo), pasărea ogorului (Burhinus oedicnemus), șorecarul comun (Buteo buteo), ciocârlie-cu-degete-scurte (Calandrella brachydactyla), fugaci de țărm (Calidris alpina), fugaci roșcat (Calidris ferruginea), fugaci mic (Calidris minuta), fugaci pitic (Calidris temminckii), caprimulg (Caprimulgus europaeus), prundăraș de sărătură (Charadrius alexandrinus), erete alb (Circus macrourus), acvilă țipătoare (Clanga clanga), prepeliță (Coturnix coturnix), cristeiul de câmp (Crex crex), lebădă de vară (Cygnus olor), lăstun de casă (Delichon urbicum), ciocănitoare de grădină (Dendrocopos syriacus), egretă mică (Egretta garzetta), șoim de iarnă (Falco columbarius), șoim călător (Falco peregrinus), vânturel de seară (Falco vespertinus), muscar-gulerat (Ficedula albicollis), lișiță (Fulica atra), becațină comună (Gallinago gallinago), cufundar polar (Gavia arctica), scoicar (Haematopus ostralegus), piciorong (Himantopus himantopus), Hippolais olivetorum, rândunică (Hirundo rustica), stârc pitic (Ixobrychus minutus), sfrâncioc roșiatic (Lanius collurio), pescăruș râzător (Larus ridibundus), Leiopicus medius, sitar de mâl (Limosa limosa), rață fluierătoare (Mareca penelope), Mergus serrator, prigoare (Merops apiaster), cormoran mic (Microcarbo pygmaeus), codobatura galbenă (Motacilla flava), grangur (Oriolus oriolus), vultur pescar (Pandion haliaetus), vrabie negricioasă (Passer hispaniolensis), Phalacrocorax carbo sinensis, ciocănitoare verzuie (Picus canus), corcodel mare (Podiceps cristatus), lăstun de mal (Riparia riparia), chiră de baltă (Sterna hirundo), chiră mică (Sternula albifrons), turturică (Streptopelia turtur), Tachymarptis melba, fluierar de mlaștină (Tringa glareola), Xenus cinereus.
Pe lângă speciile protejate, pe teritoriul sitului au mai fost identificate 5 specii de păsări, 4 specii de pești.